# 上野目駅
上野目駅（かみのめえき）は、宮城県大崎市岩出山下一栗（しもいちくり）字熊野堂にある、東日本旅客鉄道（JR東日本）陸羽東線の駅である。

## 歴史
- 1964年（昭和39年）2月1日：日本国有鉄道の西岩出山駅（にしいわでやまえき）として開業[4]。
- 1987年（昭和62年）4月1日：国鉄分割民営化により、JR東日本の駅となる[4]。
- 1997年（平成9年）3月22日：上野目駅に改称[4][1]。
- 2024年（令和6年）10月1日：えきねっとQチケのサービスを開始[2][5]。

## 駅構造
単式ホーム1面1線を有する地上駅である。待合室兼用の駅舎がある。
小牛田統括センター（古川駅）管理の無人駅である。

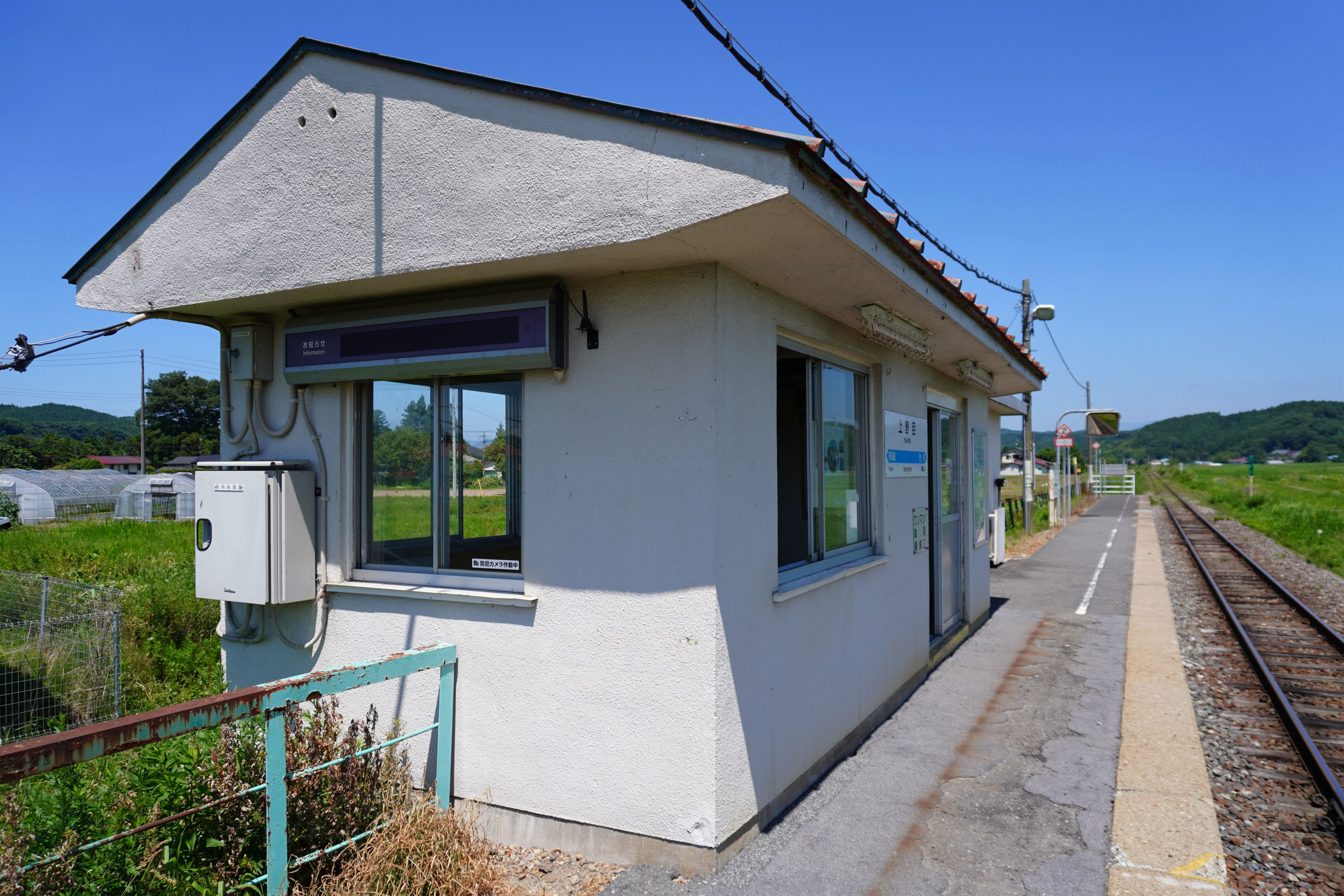
待合室外観（2023年7月）
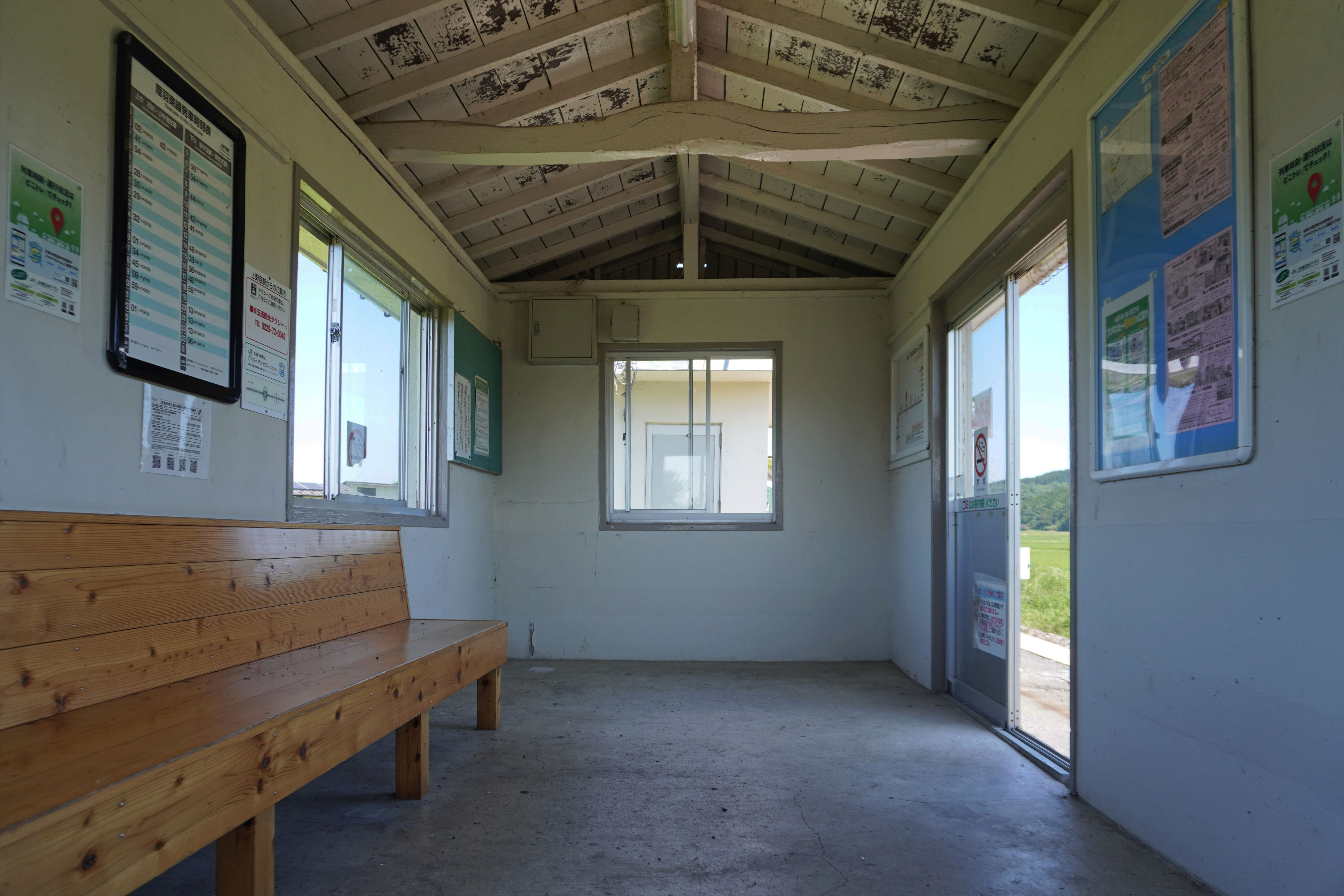
待合室内（2023年7月）

## 駅周辺
道路沿いに住宅がある。駅は道路から100メートルほど離れたところにあり、周りは水田である。
- 国道47号
- 大崎市民バス・ミヤコーバス「荒屋敷」停留所

## 隣の駅
東日本旅客鉄道（JR東日本）
■陸羽東線
有備館駅 - 上野目駅 - 池月駅